# Средняя Тыжма
Средняя Тыжма — деревня в Кизнерском районе Удмуртии. Входит в состав Кизнерского сельского поселения.

## География
Деревня расположена на юго-западе республики на расстоянии примерно в 10 километрах по прямой к востоку-северо-востоку от районного центра Кизнера.
Часовой пояс
Деревня Средняя Тыжма как и вся Удмуртия, находится в часовой зоне МСК+1. Смещение применяемого времени относительно UTC составляет +4:00.

## Население
| 2010 | 2012 | 2015 |
| ---- | ---- | ---- |
| 27   | ↘24  | ↘21  |

Национальный состав
Согласно результатам переписи 2002 года, в национальной структуре населения удмурты составляли 95 % из 57 чел..